# Kreuzweingarten
Kreuzweingarten este o localitate cu cca. 800 de locuitori ce aparține de Euskirchen, fiind situat la poalele munților Eifel, pe cursul Erftului la sud de oraș și pe traseul drumului federal B-51 între Euskirchen și Bad Münstereifel.

## Istoric
Descoperirile arheologice din regiune atestă faptul că au existat așezări omenești din timpul celților și romanilor. Astfel s-a descoperit pe traiectul apeductului antic, care lega orașul Köln cu regiunea Eifel, fundamentul unui templu roman, cu mozaicuri antice.  In documentele istorice numele localității este pentru prima oară amintit în anul 893. Regiunea este proprietatea mănăstirii din Bad Münstereifel respectiv Prüm, iar mai târziu până la secularizarea averilor clerului de către francezi, va deveni proprietatea episcopatului din Köln. Cea mai veche clădire din localitate datează din 893, o moară este amintită în 1829.

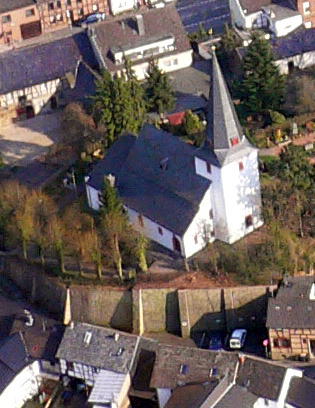
Biserica Sf. Cruce

## Urme arheologice șimonumenteistorice
- Pe locul azi se află terenul de sport s-au găsit monumente preistorice
- Ziduri de apărare din timpul celților
- Apeductul, templul și vila romană „Belgica Vicus”
- Morminte vechi în cimitir și biserica „Sf. Cruce”
- Case care datează din secolul XVI și XVII
- In apropiere se află Cetatea Hartburg și mănăstirea de călugărițe „Haus Maria Rast”

## Galerie de imagini

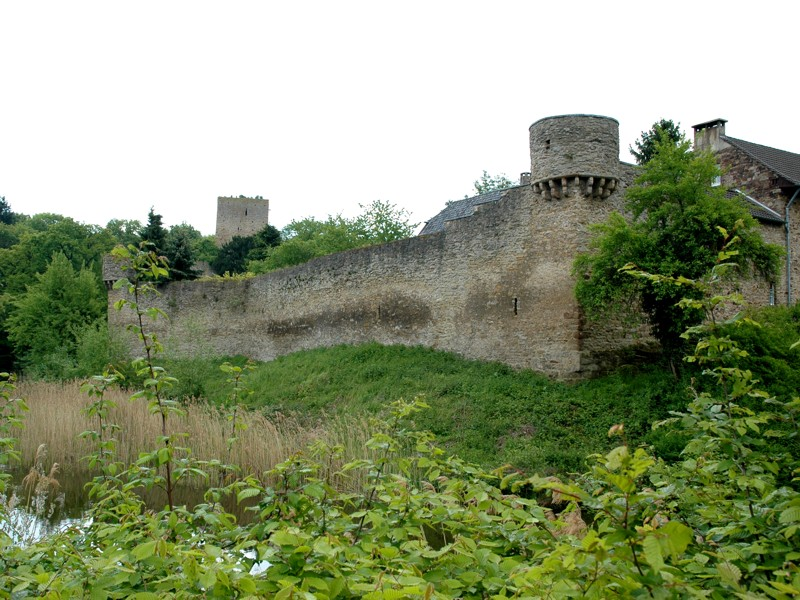
Hardtburg
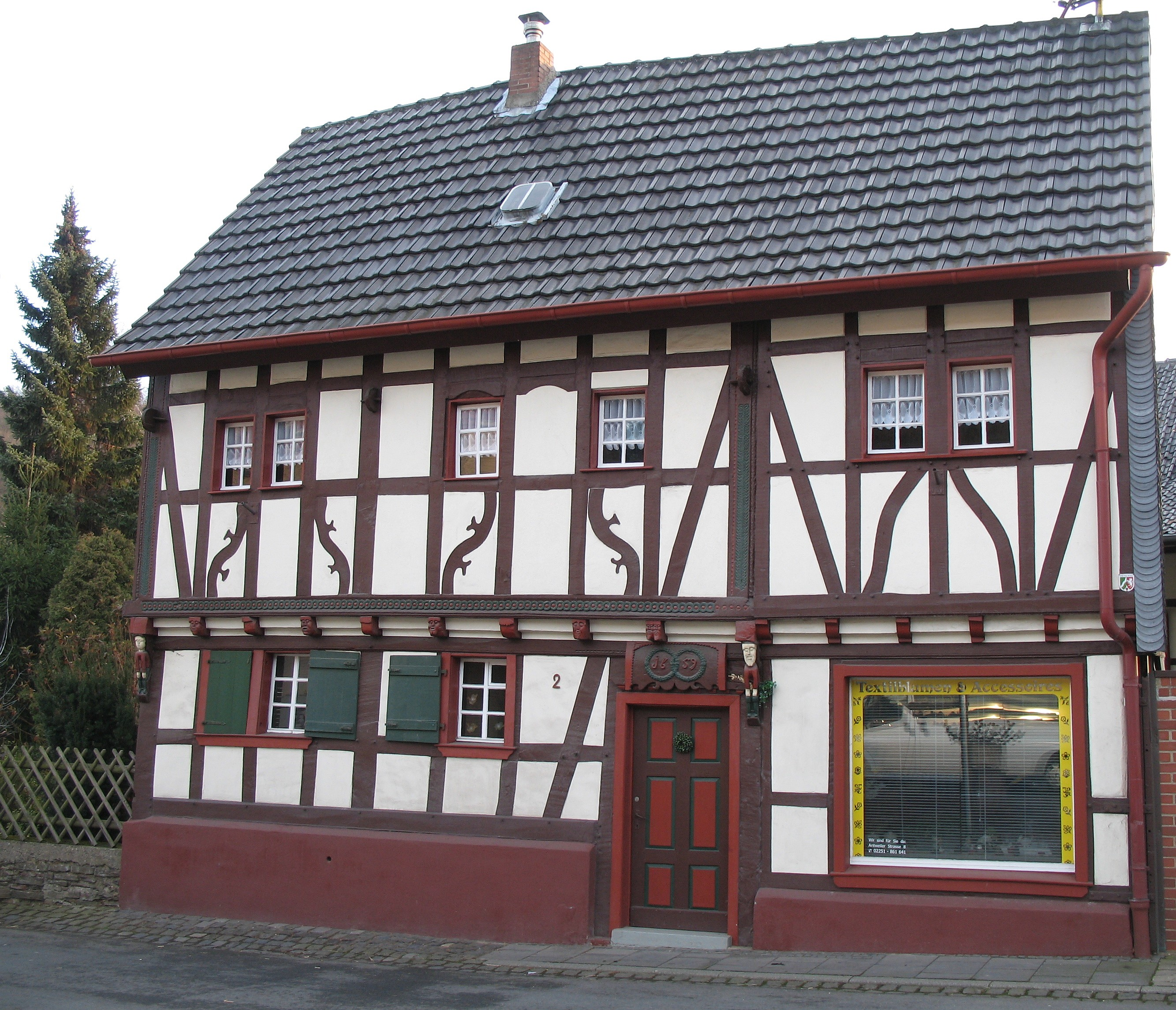
Casa Gebertz (1659)
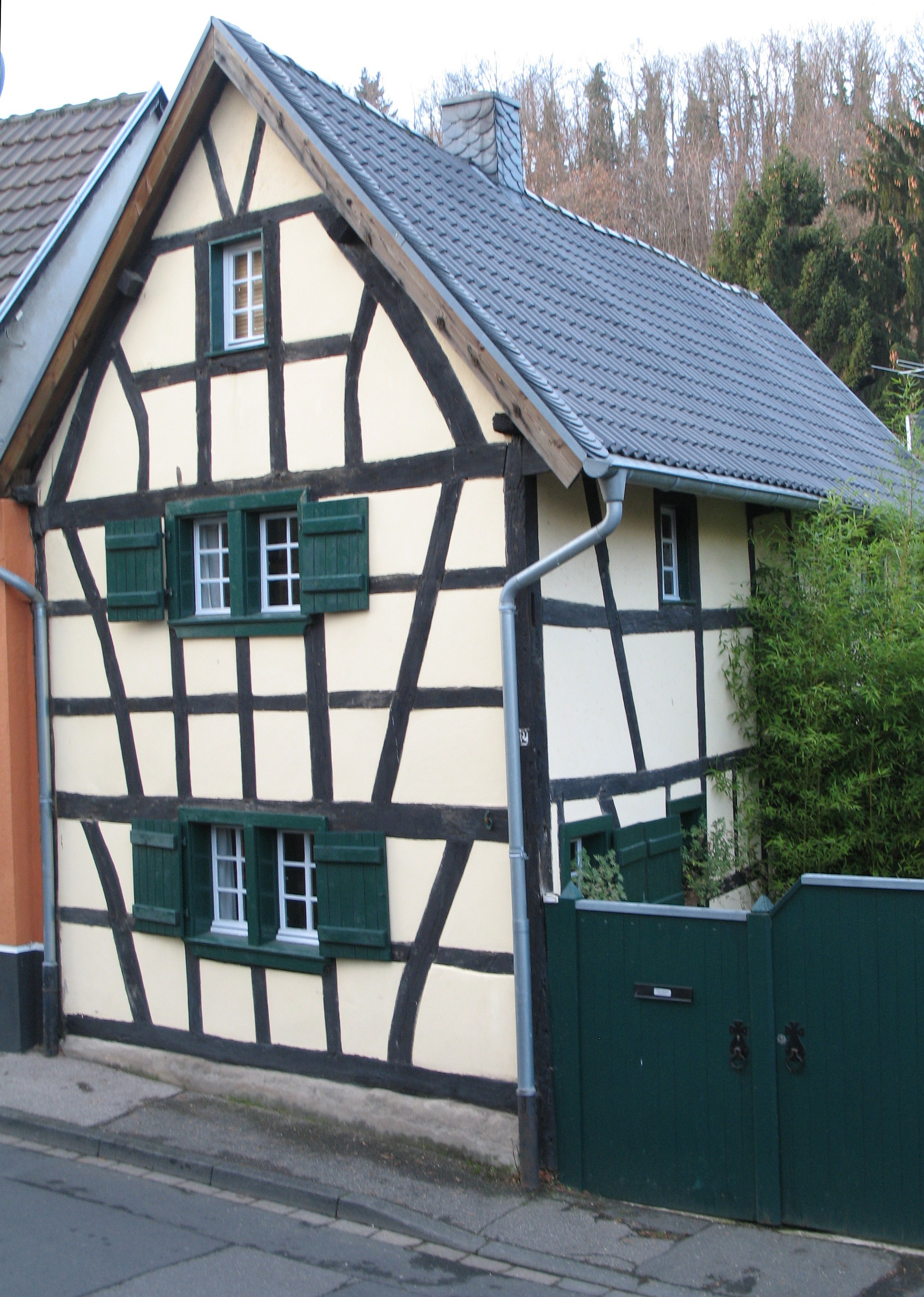
Casa Edmond (1723)
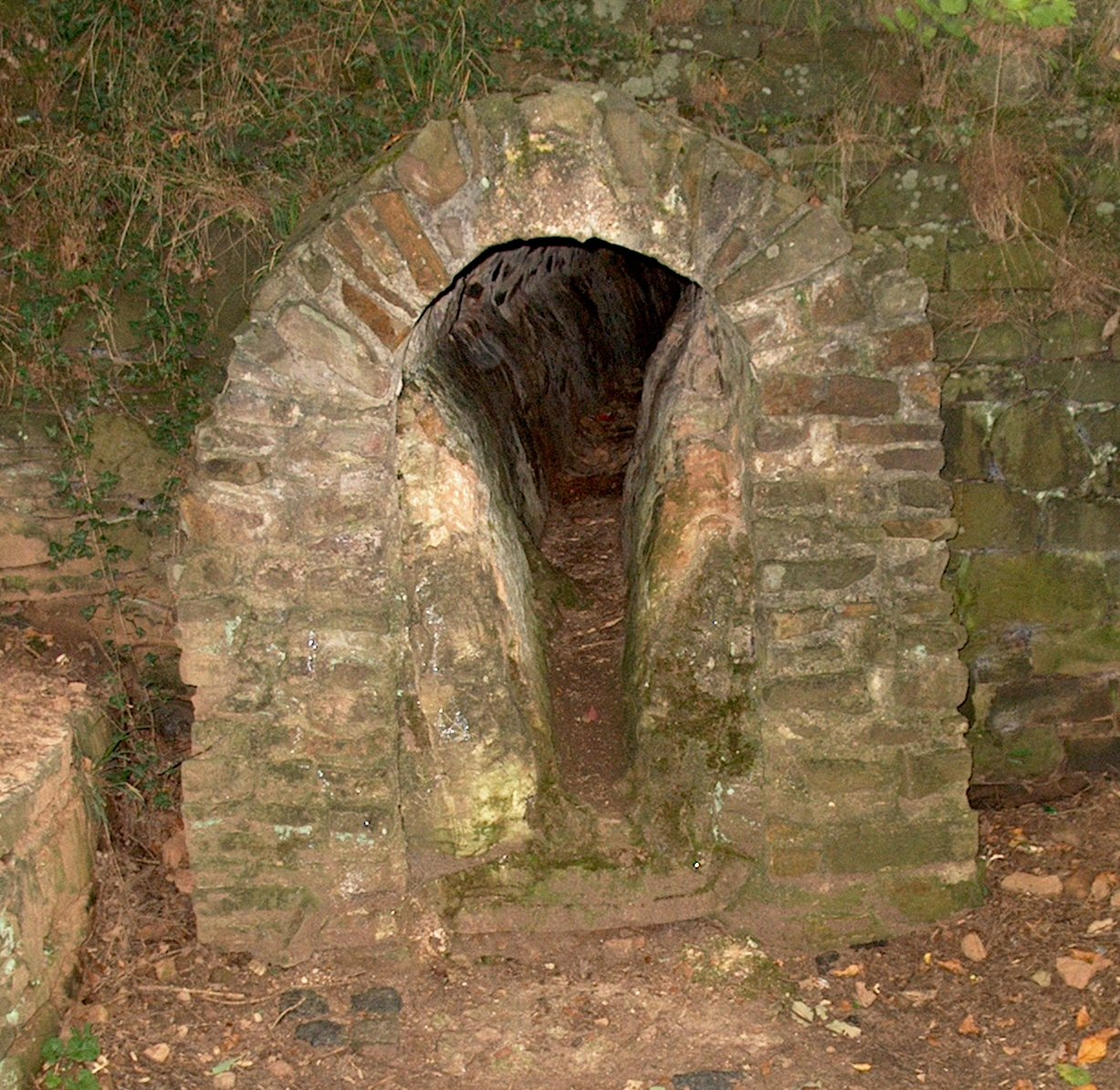
Apeductul roman
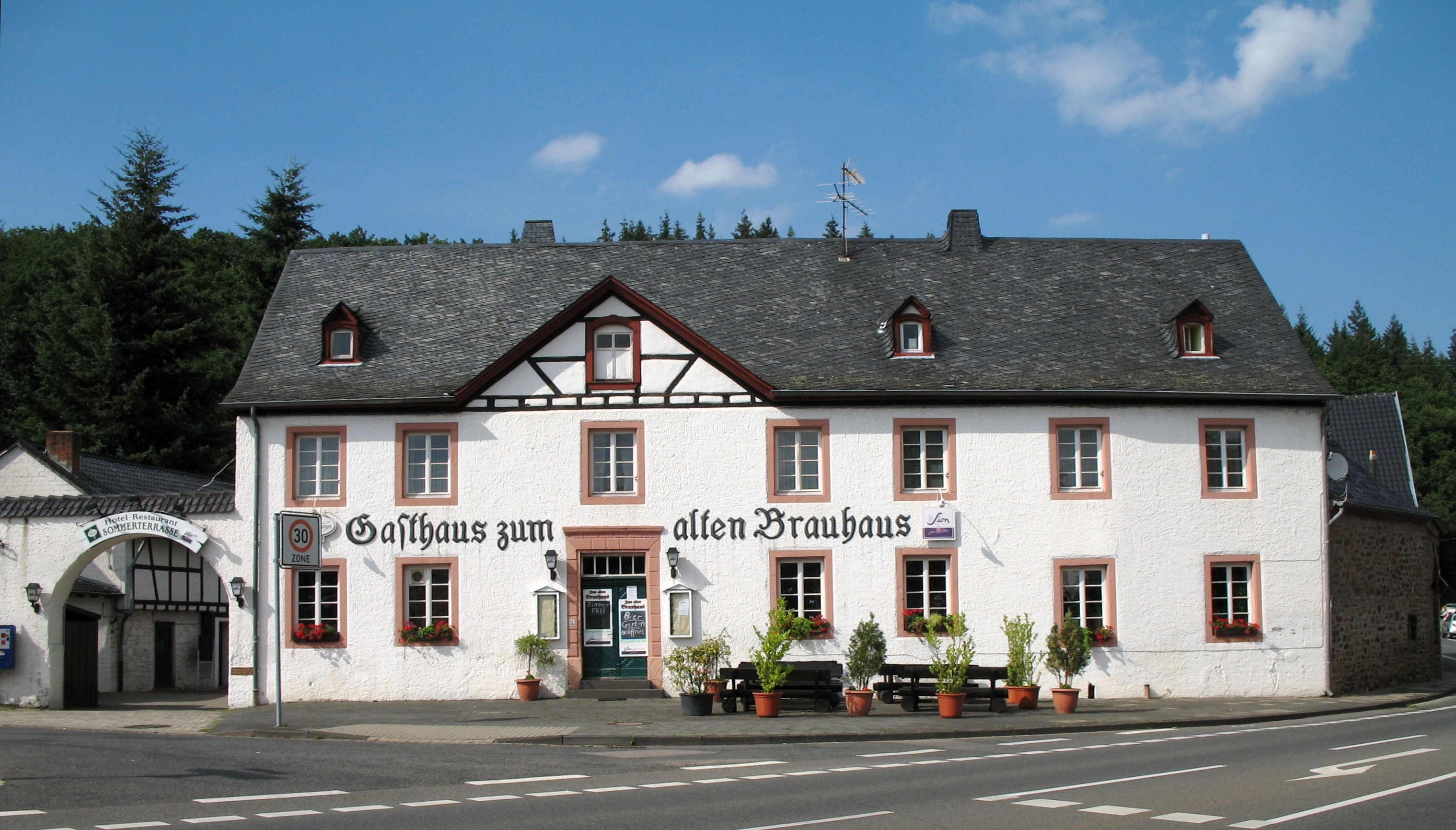